# Steinlohe (Treffelstein)
Steinlohe ist ein Ortsteil der Gemeinde Treffelstein im Oberpfälzer Landkreis Cham, Bayern.
Steinlohe war eine eigene Gemeinde, die ursprünglich zur Expositur
Biberbach gehörte, dann 1810 nach Tiefenbach
umgepfarrt wurde.
1845, nach Aufhebung der Patrimonialgerichtsbarkeit, gehörte Steinlohe zur Hofmark Tiefenbach
und hatte 21 Häuser und 190 Einwohner, eine Nebenschule und eine eigene Landgemeindeverwaltung.
Die Ortsteile Edlmühl und Altenried gehörten zunächst zur Gemeinde Steinlohe, wurden aber aufgrund ihres Antrages 1960 nach Treffelstein umgemeindet.
Im Zuge der Gebietsreform wurde Steinlohe zum 1. Juli 1972 in die Gemeinde Tiefenbach eingegliedert. Allerdings ergaben sich dabei verschiedene Schwierigkeiten: So hatten sich die benachbarten Orte Kleeberg, Kritzenthal und Edlmühl für eine Eingliederung nach Treffelstein entschieden. Außerdem gab es verschiedene Probleme bei Vermögensauseinandersetzungen. Infolgedessen wurde die flächenmäßig sehr große Gemeinde Steinlohe geteilt. Der nördliche Teil kam zu Tiefenbach und der südliche zu Treffelstein.